# Karsten Just
Karsten Just (* 17. September 1968 in Ost-Berlin) ist ein ehemaliger deutscher Leichtathlet, der in den 1990er Jahren ein erfolgreicher 400-Meter-Läufer war. Sein größter Erfolg ist die Bronzemedaille bei den Weltmeisterschaften 1993 mit der 4-mal-400-Meter-Staffel.

## Ergebnisse im Einzelnen mit der 4-mal-400-Meter-Staffel
- 1990 (für die DDR startend) Europameisterschaften: Platz 3 (3:01,51 min, zusammen mit Rico Lieder, Jens Carlowitz und Thomas Schönlebe)
- 1991, Weltmeisterschaften: Platz 6 (3:00,75 min)
- 1991, Hallenweltmeisterschaften: Platz 1 (3:03,05 min (Weltrekord), zusammen mit Rico Lieder, Jens Carlowitz und Thomas Schönlebe)
- 1993, Weltmeisterschaften: Platz 3 (2:59,99 min, zusammen mit Rico Lieder, Olaf Hense und Thomas Schönlebe; Karsten Just als zweiter Läufer)

Karsten Just gehörte dem Berliner TSC an. Er trainierte bei Alfred Papendick, später bei Frank Hensel. In seiner aktiven Zeit war er 1,93 m groß und wog 86 kg.